# Моисеев, Юрий Иванович
Ю́рий Ива́нович Моисе́ев (15 июля 1940, Пенза, Пензенская область, РСФСР, СССР — 24 сентября 2005, Москва) — советский хоккеист. советский и российский тренер.

## Биография
Воспитанник пензенского хоккея. Первый игрок хоккейной сборной СССР и олимпийский чемпион по хоккею из Пензы.
Заслуженный мастер спорта СССР (1968), заслуженный тренер СССР (1982), нападающий.
С 1957 по 1960 год выступал за пензенский «Труд». С 1960 по 1962 — за новокузнецкий «Металлург». В 1962 году стал игроком основного состава московского ЦСКА.
Чемпион СССР 1963—1966, 1968, 1970—1972, второй призёр 1967, 1969 годов в составе ЦСКА. В чемпионатах СССР провёл 400 матчей, забил около 200 голов. Обладатель Кубка СССР 1966—1969 года.
Чемпион мира и Европы 1968 года. Чемпион Зимних Олимпийских игр 1968 года. На чемпионатах мира и Зимних Олимпийских играх провёл 7 матчей, забил 2 гола.
Член КПСС с 1968 года. По окончании карьеры игрока стал тренером.
В 1972—1974 гг. — тренер СДЮШОР ЦСКА (Москва).
В 1974—1976 гг. — старший тренер СКА (Куйбышев).
В 1976—1984 гг. — тренер ЦСКА (Москва). Чемпион СССР — 1977, 1978, 1979, 1980, 1981, 1981, 1982, 1983, 1984.
В 1984 году начал самостоятельную тренерскую карьеру — в московском «Динамо». За время работы в этом клубе четырежды приводил свою команду на пьедестал: трижды на вторую ступень, один раз — на третью. Из «Динамо» ушёл в 1989 году.
В 1989—1990 гг. — тренер-консультант «Эдмонтон Ойлерз» (Канада).
В 1990—1992 гг. — главный тренер «Аргуса» (Москва).
В 1992—1994 гг. — главный тренер молодежной сборной России. Бронзовый призёр молодежного чемпионата мира 1994 года.
В 1993—1995 годах — главный тренер ЦСК ВВС Самара.
В 1995—1999 и 2001—2003 годах — главный тренер казанского «Ак Барса». В 1998 году завоевал звание чемпиона России.
Скончался на 66-м году жизни после тяжелой болезни 24 сентября 2005 года в своей квартире на улице академика Королева в Москве от сердечного приступа.
Похоронен на Троекуровском кладбище.

## Награды
Награждён орденом «Знак Почета» (1979) и медалью ордена «За заслуги перед Отечеством» II степени (1996).

## Память
2 сентября 2006 года в Пензе около спортивного комплекса «Рубин» был открыт памятник Юрию Моисееву (скульптор — Александр Хачатурян, архитектор — Дмитрий Димаков).